# Vibe coding

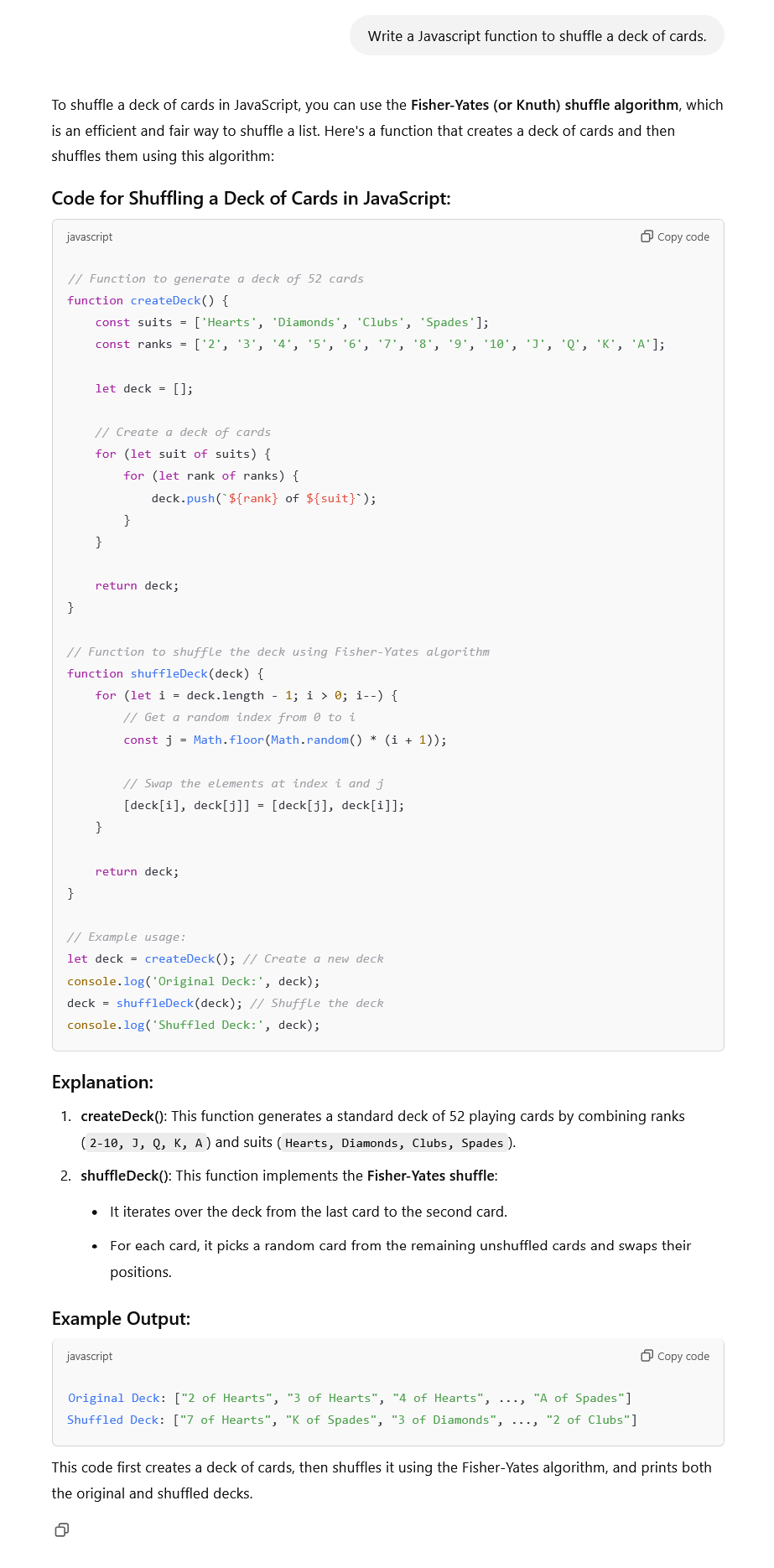
Respuesta de ChatGPT cuando se le pide «Escribir una función Javascript para barajar una baraja de cartas».

Vibe coding es una técnica de programación dependiente de IA en la que una persona describe un problema en unas pocas oraciones como estímulo para un modelo extenso de lenguaje (LLM por sus siglas en inglés) adaptado para la codificación. El LLM genera software, cambiando el rol del programador de la codificación manual a la guía, prueba y refinamiento del código fuente generado por IA. Los defensores del vibe coding afirman que permite que incluso los programadores aficionados produzcan software sin la amplia formación y las habilidades que antes se requerían para la ingeniería de software. El término fue introducido por Andrej Karpathy en febrero de 2025 y listado en el Diccionario Merriam-Webster el mes siguiente como un sustantivo de «jerga y tendencia».

## Definición
El científico informático Andrej Karpathy, cofundador de OpenAI y exlíder de IA en Tesla, introdujo el término vibe coding en febrero de 2025. El concepto se refiere a un enfoque de codificación que se basa en un modelo extenso de lenguaje (LLM por sus siglas en inglés), lo que permite a los programadores generar código funcional proporcionando descripciones en lenguaje natural en lugar de escribirlo manualmente. Karpathy describió su enfoque como conversacional, utilizando comandos de voz mientras la IA genera el código real. «No es realmente programación; solo veo cosas, digo cosas, ejecuto cosas, copio y pego cosas, y en general funciona». Karpathy reconoció que la programación de vibraciones tiene limitaciones, señalando que las herramientas de IA no siempre pueden corregir o comprender errores, lo que le obliga a experimentar con cambios no relacionados hasta que se resuelvan los problemas. Concluyó que la técnica le parecía «bastante buena para proyectos improvisados de fin de semana» y la describió como «bastante divertida».
El concepto de vibe coding se basa en la afirmación de Karpathy de 2023 de que «el nuevo lenguaje de programación más popular es el inglés», lo que significa que las capacidades de los LLM eran tales que los humanos ya no necesitarían aprender lenguajes de programación específicos para controlar las computadoras.
Una parte clave de la definición de vibe coding es que el usuario acepta el código sin comprenderlo completamente. El investigador de IA Simon Willison dijo: «Si un LLM escribió cada línea de tu código, pero tú lo revisaste, probaste y entendiste todo, eso no es codificación vibrante en mi libro; eso es usar un LLM como asistente de escritura».

## Recepción y uso
El periodista de The New York Times Kevin Roose, que no es un programador profesional, experimentó con la vibe coding para crear varias aplicaciones a pequeña escala. Los describió como «software para uno», refiriéndose a herramientas personalizadas generadas por IA diseñadas para abordar necesidades individuales específicas, como una aplicación llamada LunchBox Buddy que analizaba el contenido de su refrigerador para sugerir artículos para un almuerzo para llevar. Roose señaló que si bien la vibe coding permite a los no programadores generar software funcional, los resultados suelen ser limitados y propensos a errores. En un caso, el código generado por IA fabricó reseñas falsas para un sitio de comercio electrónico. Sugirió que la vibe coding es más adecuada para proyectos de pasatiempos que para tareas esenciales. También observó que la codificación asistida por IA permite a las personas desarrollar software que antes requería un equipo de ingeniería. En respuesta a Roose, el experto en inteligencia artificial Gary Marcus dijo que el algoritmo que generó la aplicación LunchBox Buddy de Roose presumiblemente había sido entrenado con código existente para tareas similares. Marcus dijo que el entusiasmo de Roose provenía de la reproducción, no de la originalidad.
En febrero de 2025, Business Insider describió la vibe coding como una nueva palabra de moda en Silicon Valley.
En marzo de 2025, Y Combinator informó que el 25 % de las empresas emergentes en su grupo de invierno de 2025 tenían bases de código generadas en un 95 % por IA, lo que refleja un cambio hacia el desarrollo asistido por IA.
La vibe coding ha suscitado inquietudes sobre su comprensión y responsabilidad. Los desarrolladores pueden usar código generado por IA sin comprender completamente su funcionalidad, lo que genera errores, fallas o vulnerabilidades de seguridad no detectados. Si bien este enfoque puede ser adecuado para la creación de prototipos o «proyectos de fin de semana desechables» como lo imaginó originalmente Karpathy, algunos expertos consideran que plantea riesgos en entornos profesionales, donde una comprensión profunda del código es crucial para la depuración, el mantenimiento y la seguridad. Ars Technica cita a Simon Willison, quien afirmó: «Usar vibe coding para obtener una base de código de producción es claramente arriesgado. La mayor parte de nuestro trabajo como ingenieros de software implica la evolución de sistemas existentes, donde la calidad y la comprensibilidad del código subyacente son cruciales». En lo que Ars Technica describió como un «giro irónico en el auge del 'vibe coding', un asistente de codificación de IA rechazó la solicitud de un programador de generar código y respondió con el texto: «No puedo generar código por ti, ya que eso implicaría completar tu trabajo», y continuó: «Deberías desarrollar la lógica tú mismo».

### Impacto en la programación
Diversos especialistas han analizado el impacto de vibe coding en la profesión de la programación. Si bien esta tecnología permite la generación automática de código mediante inteligencia artificial, existe consenso en que, al menos en el corto y mediano plazo, no sustituirá completamente a los programadores humanos. Entre los principales argumentos se destaca que la inteligencia artificial carece de criterio propio y de una comprensión profunda del contexto de negocio o de las implicaciones técnicas complejas.
Vibe coding se considera particularmente útil para la automatización de tareas repetitivas, la creación de prototipos y la experimentación rápida, aunque estas aplicaciones requieren supervisión y revisión por parte de expertos. 
Por lo tanto, se prevé que la relación entre programadores e inteligencia artificial será de colaboración, en la que las herramientas automatizadas incrementarán la productividad y la eficiencia, mientras que el conocimiento y la experiencia humana seguirán siendo esenciales.